# Museu Municipal de Penafiel
O Museu Municipal de Penafiel está instalado no palacete setecentista dos Pereira do Lago, em Penafiel, sendo uma das últimas obras assinadas pelo arquitecto Fernando Távora (falecido em 2005) e concluída pelo seu filho, José Bernardo Távora. Foi inaugurado a 24 de Março de 2009, pelo Presidente da República Cavaco Silva.
O acervo do museu é constituído por três núcleos — arqueologia, etnografia e história do concelho —, uma área de exposições temporárias e uma sala multimédia.
O museu tem também um auditório com capacidade para 150 pessoas, uma loja e um bar/restaurante, situado sobre o jardim, criando um anfiteatro ao ar livre, capaz de albergar 200 pessoas.
Em 2010 foi eleito Melhor Museu Português pela Associação Portuguesa de Museologia (APOM).